# 岡山県道293号宇戸谷高梁線
岡山県道293号宇戸谷高梁線（おかやまけんどう293ごう うとだにたかはしせん）は、岡山県井原市から高梁市に至る一般県道である。

## 概要
井原市美星町宇戸谷から高梁市松山に至る。
岡山県道35号倉敷成羽線の井原市美星町宇戸谷以南と一体となり、小田郡矢掛町と高梁市の両者中心部を結ぶ南北軸を形成している。また、岡山県道166号美袋井原線の井原市美星町宇戸谷以南と一体となり、井原市と高梁市の両者の中心部を短絡的に結ぶことから、両市間の国道313号の代替路線としての機能を担う路線でもある。
井原市区間は2車線化されているが、高梁市区間の多くは1.5車線である。終点部の高梁川に架かる玉川橋（旧橋梁、国道180号との交点手前）付近の幅員はさらに狭く、大型車のすれ違いは困難で歩行者の通行にも支障をきたしていた。そのため、玉川橋の架け替えに合わせて2車線と歩道が整備されたバイパスが2014年（平成26年）8月に供用開始され、先述の状況は緩和された。

### 路線データ
- 起点：井原市美星町宇戸谷（岡山県道35号倉敷成羽線交点）
- 終点：高梁市松山（国道180号交点）
- 実延長：7.1 km[注釈 1][1]

## 歴史
もともとは、旧備中国松山（現在の高梁市中心部）へ周辺各地から通じる往来の総称「旧松山往来」の一つ。松山側においては、旧備中国笠岡（現在の笠岡市）および矢掛（現在の小田郡矢掛町）への道であったことから笠岡往来、矢掛往来など目標地によってさまざまな呼び方がされていた。

### 年表
- 1960年（昭和35年）3月18日 - 岡山県告示第335号により認定。
- 1972年（昭和47年） - この頃、現行の県道番号に変更。
- 2005年（平成17年）3月1日 - 小田郡美星町の井原市への編入により起点部の地名が変更（小田郡美星町宇戸谷→井原市美星町宇戸谷）。
- 2014年（平成26年）8月28日 - 16時30分、岡山県告示第441号・442号により玉川橋の新橋梁を含む新道（高梁市玉川町玉 - 高梁市松山[注釈 3]、L=636 m）が供用開始[3][5]。

## 路線状況

### 道路施設

#### 橋梁
- 玉川橋（新橋梁：高梁川、高梁市玉川町玉 - 高梁市松山、L=200.5 m）[3]

### 並行する旧街道
- 旧松山往来（笠岡往来、矢掛往来[4]などとも。）

## 地理

### 通過する自治体
- 岡山県
  - 井原市 - 高梁市

### 交差する道路
| 交差する道路                                        | 市町村名 | 交差する場所 | 交差する場所 |
| --------------------------------------------------- | -------- | ------------ | ------------ |
| 岡山県道35号倉敷成羽線 岡山県道166号美袋井原線 重複 | 井原市   | 美星町宇戸谷 | 起点         |
| 国道180号                                           | 高梁市   | 松山         | 終点         |

### 沿線
- 増原川（高梁川水系支流）

道路側をトンネル化するのではなく、川をトンネル化し、川道跡を利用して本県道を拡幅するという珍しい工法がなされている区間がある。
- 大谷川（高梁川水系支流）
- 高梁川
- 高梁市役所玉川地域市民センター
- 高梁市立玉川小学校
- JR西日本伯備線 備中広瀬駅